# اچ‌ام‌اس وایتینگ (۱۸۰۵)
اچ‌ام‌اس وایتینگ (۱۸۰۵) (به انگلیسی: HMS Whiting (1805)) یک کشتی بود که طول آن ۵۵ فوت ۲ اینچ (۱۶٫۸۱ متر) بود. این کشتی در سال ۱۸۰۵ ساخته شد.